# A Neptunusz holdjai
A Neptunusznak 14 holdját ismerjük.
A Hubble űrtávcső felvételei alapján 2013-ban egy 20 km átmérőjű apró holdat fedeztek fel. A 14. hold a Neptunusztól 105 000 km-re kering, a Larissa és a Proteus pályája között. A hold jelölése: S/2004 N 1, keringési ideje 23 óra.
| Hold neve | Távolság ( km) | Sugár (km) | Tömeg (kg) | Felfedező                            | Dátum | Keringés  |
| --------- | -------------- | ---------- | ---------- | ------------------------------------ | ----- | --------- |
| Naiad     | 48 227         | 29         | 1,9·1017   | Voyager–2                            | 1989  | normál    |
| Thalassa  | 50 074         | 40         | 3,5 ·1017  | Voyager–2                            | 1989  | normál    |
| Despina   | 52 526         | 74         | 2,1·1018   | Voyager–2                            | 1989  | normál    |
| Galatea   | 61 953         | 79         | 3,75 ·1018 | Voyager–2                            | 1989  | normál    |
| Larissa   | 73 548         | 96         | 4,95·1018  | Voyager–2                            | 1989  | normál    |
| Proteus   | 117 646        | 209        | 5,035·1019 | Voyager–2                            | 1989  | normál    |
| Triton    | 355 759        | 1350       | 2,14·1022  | William Lassell                      | 1846  | retrográd |
| Nereida   | 5 513 818      | 170        | 2,7 ·1019  | Gerard Kuiper                        | 1949  | normál    |
| Halimede  | 16 611 000     | 31         | 1,6·1017   | Matthew Holman és tsai               | 2002  | retrográd |
| Sao       | 22 228 000     | 22         | 6·1016     | Matthew Holman és tsai               | 2002  | normál    |
| Laomedeia | 23 567 000     | 21         | 5 ·1016    | Matthew Holman és tsai               | 2002  | normál    |
| Psamathe  | 48 096 000     | 17         | 4·1016     | Scott S. Shephard és David C. Jewitt | 2003  | retrográd |
| Neso      | 49 285 000     | 30         | 1,5 ·1017  | Matthew Holman és tsai               | 2002  | retrográd |